# UNLV Rebels football
Gli UNLV Rebels sono la squadra di football americano di college che rappresenta l'Università del Nevada a Las Vegas (UNLV). Giocano le partite interne all'Allegiant Stadium di Paradise (Nevada). Dal 2020 l'allenatore è Marcus Arroyo.
Il programma di football dei Rebels ha preso avvio il 14 settembre 1968. Gli UNLV Rebels sono impegnati nella Divisione I della Football Bowl Subdivision (FBS) della NCAA facendo parte dal 1999 della Mountain West Conference.